# István
Az István férfinév a görög Sztephanosz névből származik, illetve ennek latin Stephanus, német Stephan, szláv Stefán, magyar Istefán változatából. Jelentése: koszorú. Női párja: Stefánia.

## Rokon nevek
- Csépán:[1] az István szláv eredetű régi magyar alakváltozata.[3]
- Stefán:[1] az István szláv alakváltozata.

## Gyakorisága
A 16. századtól kezdve igen népszerű név, Debrecenben például a 18. században a református férfiak 61%-a István, János vagy Mihály névre hallgatott. Gyakoriságára bizonyíték az alábbi anekdota:
„Az egyszeri szegedi ember kérdezte valakitől, találja ki, hogy hívják.

– János – felelte az illető.

– Följebb.

– Akkor József.

– Még följebb!

– Hát akkor kend István!

– Na lássa kend, mi löhetnék más.”
1967-ben a 3., az 1980-as években a 6. leggyakoribb férfinév volt, a 2000-es években a 21-31. leggyakoribb férfinév, a Csépán a 90-es években szórványos név, a 2000-es években nem szerepel a 100 leggyakoribb férfinév között.
A teljes népességre vonatkozóan az István 1998-ban, 2001-ben és 2002-ben a leggyakoribb férfinév, azóta a László mögött a második.

## Névnapok
| - augusztus 3. - augusztus 16. - augusztus 20. | - szeptember 2. - szeptember 7. - december 26. |

Csépán: augusztus 16., szeptember 2.

## Idegen nyelvi változatai
| - Étienne, Estienne, Stéphane (francia) - Stefano (olasz, eszperantó) - Estêvão (portugál) - Esteve (katalán) - Stefan, Stephan, Steffen (német) - Stefan (holland) - Stiobhan (skót gaelic) - Štefan (szlovák) - Stjepan (horvát) - Štěpán (cseh) - Ştefan (román) - Steafán, Stiofan (ír) | - Stefán (izlandi) - Στέφανος (Sztefanosz) (görög) - Kepano (hawaii) - Sitiveni (tonga) - Степан, Стефан (ukrán) - Szczepan, Stefan (lengyel) - Stephen, Steven (angol) - Esteban (spanyol) - Степан (Sztyepan) (orosz) - סטיבן - סטפנוס - (héber) - Stevan, Stefan (szerb) - Tapani, Stefan (finn) |

## Híres Istvánok, Csépánok, Pisták

### Magyarok
- Ágh István költő
- Alapi István gitáros, az Edda Művek tagja
- Árkossy István festőművész, grafikus
- Avar István magyar és román válogatott labdarúgó, edző
- Avar István, a Nemzet Színésze
- Baka István költő, műfordító
- Baráth István szinkronszínész
- Barótfi István gépészmérnök, egyetemi tanár
- Baróti István orgonaművész, karnagy, tanár
- Barta István olimpiai bajnok vízilabdázó
- Bárány István olimpiai ezüstérmes, Európa-bajnok úszó, edző, sportvezető, szakíró
- Bella István költő, műfordító
- Bellus István humorista
- Bethlen István erdélyi fejedelem
- gróf Bethlen István politikus, miniszterelnök
- Bibó István jogász
- Bocskai István erdélyi fejedelem
- Boda István költő, író, újságíró
- Bogár István zeneszerző
- Bubik István színművész
- Bujtor István színművész
- Cs. Nagy István költő
- Császár István író
- Csók István festőművész
- Csukás István író, költő
- Dankó Pista cigánymuzsikus
- Dárday István „dokumentarista” filmrendező
- Dégi István színművész
- Dobi István politikus, az Elnöki Tanács elnöke
- Dobó István Eger várvédője
- Dombóvári István humorista
- Donogán István atléta, diszkoszvető
- Dunyov István honvéd alezredes, az olasz hadsereg ezredese
- Ella István orgonaművész, karmester
- Eörsi István író, költő, műfordító, publicista
- Faragó "Judy" István zenész
- Fekete István író
- Gaál István filmrendező
- Gorove István miniszter, az MTA tagja
- Görgey István honvéd százados, történetíró
- Görgényi István világbajnok vízilabdázó, edző
- Gyarmati István fizikus, az MTA tagja
- Hajnal István történész
- Hasznos István olimpiai bajnok vízilabdázó
- Hevesi István olimpiai bajnok vízilabdázó
- Hiller István történész, politikus, az országgyűlés alelnöke
- Holl István színművész
- Holló István orvos, kutató, egyetemi tanár, az orvostudományok doktora
- Horváth Pista nótaénekes
- Iluh István költő
- Iochom István újságíró, publicista
- Iván István ötvös- és éremművész
- Jakab István politikus, a MAGOSZ elnöke, az országgyűlés alelnöke
- Jánosy István író, költő, műfordító, evangélikus lelkész
- Kaszap István jezsuita szerzetesnövendék
- Kausz István olimpiai bajnok vívó, öttusázó, orvos
- Kemsei István költő, esszéista, kritikus, könyvtáros
- Kiszely István régész, antropológus, őstörténet-kutató
- Kolber István politikus, miniszter
- Koren István botanikus, iskolaigazgató, Petőfi Sándor aszódi tanára
- Kormos István költő, író, műfordító, dramaturg
- Kovács István költő, író, műfordító, történész, polonista
- Kovács István (Kokó), ökölvívó, műsorvezető
- Kozma István honvéd altábornagy
- Kozma István kétszeres olimpiai bajnok birkózó
- Lakatos István költő, író, műfordító, szerkesztő
- Lantos István zongoraművész, tanár
- Lázár István ciszterci szerzetes, gimnáziumi tanár, néprajzi író, néprajzkutató
- Lénárt István matematikus
- Lerch István énekes, zeneszerző
- Lichteneckert István olimpiai bronzérmes tőrvívó
- Major István Európa-bajnok atléta
- Mártha István zeneszerző, a kapolcsi Művészetek Völgye igazgatója
- Molnár István olimpiai bajnok vízilabdázó
- Móna István olimpiai bajnok öttusázó
- Nagy István festőművész
- Mesterházy István honvéd ezredes
- Küzmics István vend bibliafordító, író
- Mikola István orvos, miniszter
- Molnár István olimpiai bajnok vízilabdázó
- Nemeskürty István író, történész, filmesztéta
- Osztrics István olimpiai bajnok vívó
- Örkény István író
- Örsi István író (A Tenkes kapitánya)
- Pákolitz István író, költő
- Pelle István kétszeres olimpiai bajnok tornász
- Petrovits István erdélyi magyar képzőművész
- Pipás Pista férfiként élő bérgyilkosnő (polgári nevén Rieger Pálné)
- Rácz Pista író
- Rohonczi István festőművész
- Ruha István hegedűművész
- Simon István költő, műfordító, szerkesztő, országgyűlési képviselő
- Sinka István költő, a „fekete bojtár”
- Sipos István ultramaraton-futó
- Sisa Pista betyár
- Stumpf István politológus, miniszter
- Szabó István filmrendező
- Szebeni István műsorvezető
- gróf Széchenyi István, a „legnagyobb magyar”
- Szent István vértanú, az első keresztény vértanú (Szt. István magyar király róla kapta saját keresztnevét)
- Szilágyi István színművész
- Szondy István olimpiai bajnok öttusázó
- Szőnyi István festő
- Sztankay István színész
- Tamás István író, költő, újságíró
- Tisza István politikus, miniszterelnök
- Tótfalusi István nyelvész, nyelvművelő
- Tömörkény István író
- Vágó István műsorvezető, zenész
- Váncsa István publicista
- Vas István költő
- Vasvári István költő, író
- Velenczey István színművész
- Verebes István színész
- Vidats István az első magyar mezőgazdasági gépgyár alapítója
- Zádor István festőművész, grafikus

### Külföldiek
- Stefan Heym német író
- Stephen King amerikai író
- Stéphane Mallarmé francia költő
- Stephen Hawking elméleti fizikus
- Steve Buscemi amerikai színész, rendező
- Steven Gerrard angol labdarúgó
- Steve Schirripa amerikai színész
- Steven Van Zandt amerikai zenész, színész

### Uralkodók
| - I. (Szent) István magyar király - II. István magyar király - III. István magyar király - IV. István magyar király | - V. István magyar király - III. István moldvai fejedelem - István angol király |

### Pápák
| - I. István pápa - II. István pápa - III. István pápa - IV. István pápa - V. István pápa | - VI. István pápa - VII. István pápa - VIII. István pápa - IX. István pápa |

### Egyházi elöljárók
| - István (10–11. század) a veszprémi egyházmegye első püspöke - István (11–12. század) pécsi püspök - István (11–12. század) váci püspök - István (12. század) kalocsai érsek - István (12. század) csanádi püspök - István († 1225) zágrábi püspök - István (13. század) zágrábi püspök - István (13. század) nónai püspök - István († 1288?) szebenikói püspök - István (13–14. század) kalocsai érsek | - István (13–14. század) zágrábi püspök - Büki István (14. század) kalocsai érsek - Upori István (15. század) erdélyi püspök - István (15. század) szörényi püspök - István (15. század) szörényi püspök - István (15–16. század) sfáciai püspök - István († 1519) rosoni címzetes püspök - Ákos nembeli István († 1322) veszprémi püspök - Buzád nembeli István († 1247) zágrábi püspök - Márton fia István (14–15. század) szereti püspök |

## Egyéb Istvánok

### Vezetéknévként
Az István névből, azaz inkább a beceneveiből sok családnév keletkezett, néhány ma már nehezen ismerhető fel: Estók, Istváncsa, Istványos, Pityi, Pityóka, Istók, Istvánfi, Istváni, Pesta.
A Csépán névvel is előfordulnak vezetéknevek:Csép, Csépa, Csépán, Csépe, Csépes, Csépfi, Csépke, Csépő, Csepők.

### Népnyelvben
- istvánol vagy istványoz az, aki István napon mulatozással ünnepel. Ez a szokás az istvánozás, amin a köszöntőt istványozó éneknek is nevezik.[4]
- igyekezetpista a neve az ország egyes részein annak az embernek, aki iparkodik, igyekszik.[4]
- gácsérpista a hencegő vadász neve[4]
- fordítspista a neve a köpönyegforgató embernek[4]
- biztistók!-ot használnak bizony isten helyett[4]
- istókosan becsípett valaki, aki istenesen berúgott[4]
- istókuccse, istókbáró, istókbáróuccse: megerősítő kifejezések[4]
- bepityuz vagy bepityuzik az, aki berúg[4]
- kispistikázták, mondták arra, akinek túljárnak az eszén és így nevetségessé teszik.[4]
- Jól van Pista, majd ha János mondja, mondják akkor, ha valakit füllentésen kapnak.[4]
- Nézdegél, mint vak Pista a gödörparton, mondás a nézelődő emberre.[4]

### Földrajzi nevek
Istvánnal
- Apátistvánfalva,
- Istvándi
- Túristvándi
- lásd még: Szent István (egyértelműsítő lap)

Csépánnal
- Csép
- Csépa
- Csepe (ukr. Чепа), Ukrajna, Nagyszőlősi járás
- Csépán (rom. Cepari), Románia, Beszterce-Naszód megye
- Csépányfalva (Pityurd) Ravazd község része
- Csépány-tó (Békás-tó) Balatonkiliti közelében
- Hodoscsépány
- Szigetcsép